# Goniothalamus chinensis
Goniothalamus chinensis är en kirimojaväxtart som beskrevs av Elmer Drew Merrill och Woon Young Chun. Goniothalamus chinensis ingår i släktet Goniothalamus och familjen kirimojaväxter. IUCN kategoriserar arten globalt som livskraftig. Inga underarter finns listade i Catalogue of Life.

## Bildgalleri

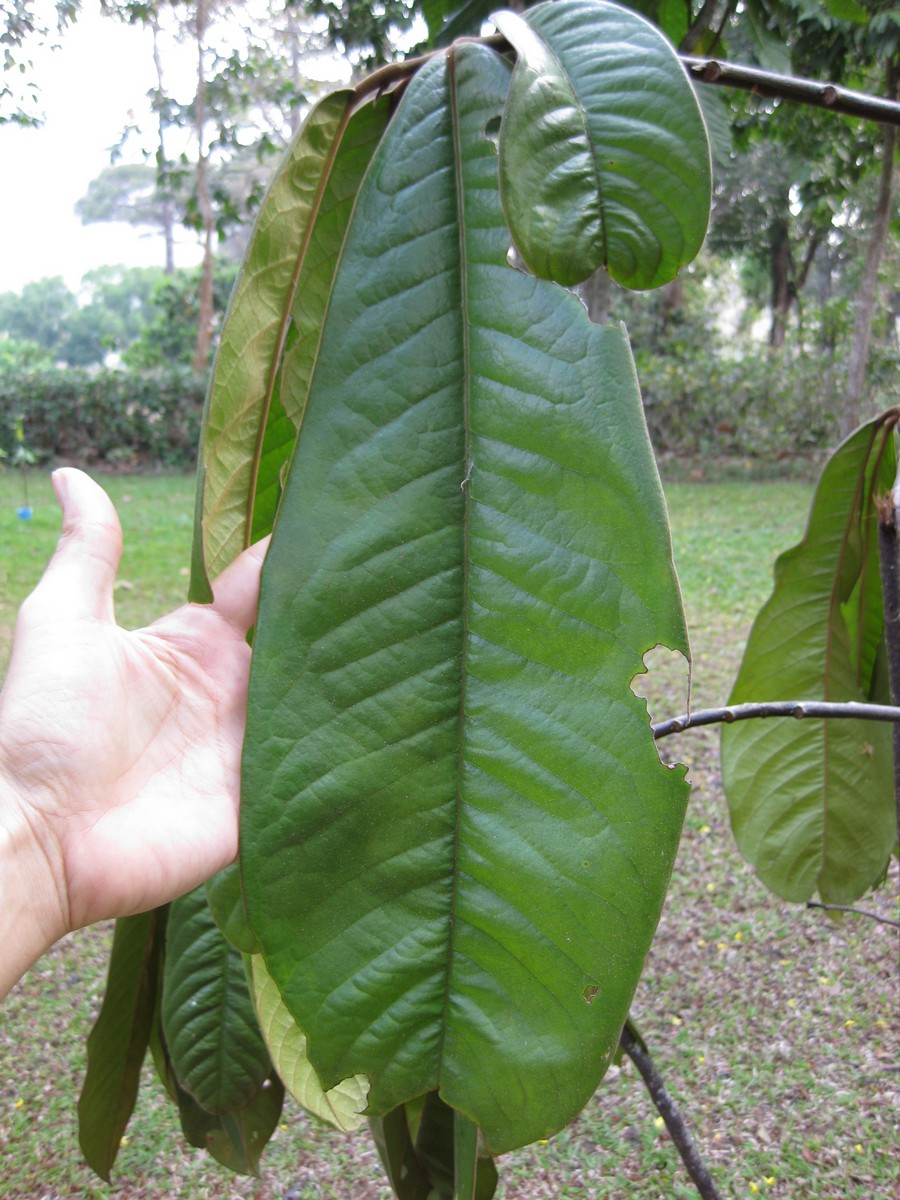